# 斯韋特利亞峰

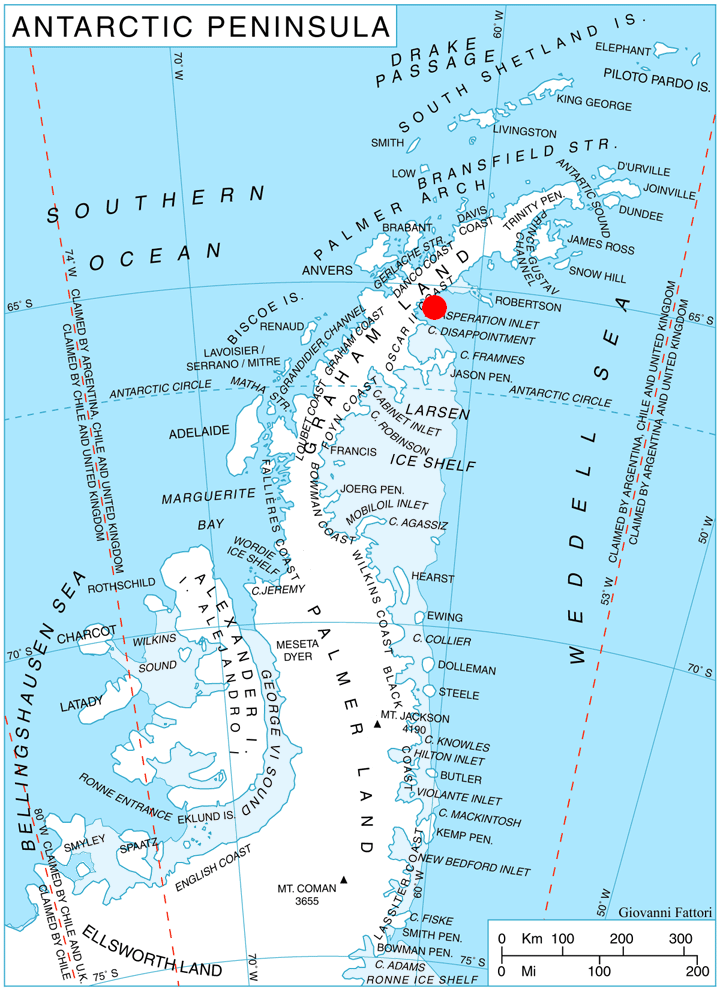

斯韋特利亞峰（英語：Svetlya Peak）是南極洲的山峰，位於葛拉漢地東部的奧斯卡二世海岸，處於布拉戈耶夫格勒半島，屬於波伊布雷內高地的一部分，海拔高度550米，以保加利亞西部鄉鎮命名，現時由南極條約體系管理。